# Moisès Villèlia i Sanmartín
Moisès Sanmartín (Villèlia) Puig (Barcelona 1928 - 1994) fou un escultor i poeta català.
Va viure també a París a finals dels anys seixanta, a Quito i a Buenos Aires entre 1969 i 1972.
Va formar part del Club 49, fundat per Joan Prats i va col·laborar intensament amb Oriol Bohigas, Jordi Estany, Enric Tous, Josep Maria Martorell, Joan Miró, Àngel Ferrant, Antoni Tàpies, Fernando Lerín, Sebastià Gasch, Josep Lluís Sert, Joaquim Gomis, Joan Brossa, Michel Tapié, Pierre Matisse, Jaques Dupin.

## Breu cronologia
- 1954 - Realitza la seva primera exposició individual al Museu Municipal de Mataró.
- 1956 - Participa en el IX Saló d'Octubre de Barcelona.
- 1957 - Presenta en el X Saló d'Octubre de Barcelona la seva primera escultura de canya.
- 1960 - És elegit per la primera exposició del nou Museu d'Art Contemporani de Barcelona.
- 1961 - Direcció, escenografia i vestuari de l'obra de Joan Brossa El Bell Lloc, a la seu del FAD.
- 1974 - L'Editorial Polígrafa publica la seva primera monografia.
- 1976 - Exposició a la Sala Gaspar "escultures, dibuixos", novembre-desembre 1976.[3]
- 1979 - Realitza una exposició d'escultures de novembre a desembre a la Sala Gaspar de Barcelona.
- 1986 - Experimenta la incorporació de la ceràmica a les seves escultures de bambú.
- 1990 - Exposició antològica al Centre d'Art Contemporani de Girona
- 1990 - Realitza una escultura monumental "Els guardians de l'aigua" en el Passeig Barcelona Olot dins els actes commemoratius del Mil·lenari de Catalunya.
- 1992 - Realitza una escultura monumental per a la plaça pública La Brisa a Mataró.
- 1994 - Mort a Barcelona el 26 de setembre.
- 1999 - Exposició a l'IVAM[4] (València).
- 2005 - Exposició a la Fontana d'Or (Girona).
- 2014 - Exposició commemorativa al Museu Can Mario de Palafrugell[5]
- 2017 - Exposició de la darrera etapa creativa (1977-1991) a Fundació Vila Casas[6]